# Ахієзер Наум Ілліч
Нау́м Іллі́ч Ахіє́зер (6 березня 1901, Чериков, нині Могильовської області, Республіка Білорусь— 3 червня 1980, Харків) — український та радянський математик. Доктор фізико-математичних наук (1936), професор (1941). Член-кореспондент Всеукраїнської Академії Наук (1934).

## Біографія
Народився в сім'ї земського лікаря, отримав середню освіту у Мстиславській класичній гімназії (1918); викладав математику і фізику у експериментальній Лемельській школі-комуні. Закінчив Київський ІНО (1923) та аспірантуру (1928). Цього ж року відкрив глибокий зв'язок між задачею про знаходження полінома, що найменше відхиляється від нуля, та функцією Ґріна. У 1928 році захистив дисертацію «Аеродинамічні досліди». У 1928—1933 роках одночасно працював у київських інститутах та Ніжинському ІНО. Від жовтня 1933 до вересня 1941 року — професор, завідувач кафедри теорії функцій, де під керівництвом С. Бернштейна розробив конструктивну теорію функцій, і одночасно читає лекції з аеродинаміки та гідродинаміки у Харківському авіаційному інституті. У 1935—1940роках — директор Інституту математики Харківського університету, водночас за сумісництвом — завідувач кафедрою математики і теоретичної аеродинаміки Харківського авіаційного інституту. Від жовтня 1941 до жовтня 1943 року — професор, завідувач кафедри вищої математики Казахстанського гірничо-металургійного інституту (Алма-Ата), паралельно працював в інших ВНЗ, де продовжував займатися проблемами теорії функцій.
Від листопада 1943 до квітня 1947 року — професор кафедри вищої математики Московського енергетичного інституту. Від вересня 1947 до квітня 1950 року — директор Інституту математики при Харківському університеті, де створив потужний колектив математиків. Водночас від вересня 1947 до вересня 1955 року — завідувач кафедри теорії та математичної фізики Харківського політехнічного інституту, залишаючись професором Харківського університету за сумісництвом. Від вересня 1955 до серпня 1961 року — знову завідувач кафедри теорії функцій, згодом математичної фізики (1963—1974) Харківського університету, де працював професором до кінця життя. У 1961—1963 роках — завідувач відділу, від 1963 року — старший науковий співробітник, від 1970 року — науковий консультант Фізико-технічного інституту низьких температур АН УРСР (Харків). Від 1947 року впродовж тривалого часу очолював Харківське математичне товариство; редагував його журнал.
Ахієзер — визначний продовжувач розпочатого ще П. Чебишевим та С. Бернштейном напрямку в теорії наближень функцій. Йому належать видатні результати в теорії апроксимації, проблемі моментів, теорії інтегральних рівнянь, теорії функцій комплексної змінної. У наукових працях гармонійно поєднував класичні теорії функцій комплексної змінної з сучасними методами функціонального аналізу. Це дало можливість Ахієзеру вирішити низку важких завдань: задачу про поліном з кількома фіксованими коефіцієнтами, що найменше відхиляються від нуля на інтервалі або системі інтервалів; задачу про вагому апроксимацію поліномами та інші. Запропонував метод розв'язання зворотної задачі спектрного аналізу для важливих класів спектр. щільностей. Пізніше цей метод отримав вдале застосування, що дало можливість знайти рішення низки нелінійних рівнянь математичної фізики. Ахієзеру належать видатні заслуги у створенні Харківської математичної школи.

### Родина
Його брат Олександр — відомий фізик-теоретик.

### Відзнаки
Лауреат премії імені П. Чебишева АН СРСР (1949). Нагороджений медаллю Л. Ейлера АН СРСР (1957).

## Вшанування пам'яті
- На згадку про вченого створено Фонд імені Н. І. Ахієзера, мета якого — підтримка молодих математиків (студентів, аспірантів, початківців-вчених)[7][8].
- 24 травня 2018 року в Харкові, на будинку по вулиці Багалія, 17 відкрили меморіальну дошку професору Науму Ахієзеру[7].
- На його честь названа теорема Фавара—Ахієзера—Крейна[9].

## Праці
- Новий вивід необхідних умов приналежності цілої функції цілого порядку до певного типу // Записки фізико-математичного відділу ВУАН. Том 1, випуск 3. Київ, 1925;
- Аеродинамічні дослідження. Київ, 1928;
- Аеродинаміка. Харків; Київ, 1932;
- Курс теорії функцій. Випуск 1. Харків; Київ, 1933;
- Некоторые вопросы теории моментов. Харків, 1938 (співавтор);
- Об одном классе симметрических операторов в L2. Харків, 1939;
- Лекции по теории аппроксимации. Москва; Ленинград, 1947; Москва, 1965;
- Элементы теории эллиптических функций. Москва; Ленинград, 1948; Москва, 1970;
- Работы по теории потенциала. Москва; Ленинград, 1949 (співавтор);
- Ахієзер Н.І., Глазман І.М. Теорія лінійних операторів у гільбертовому просторі. — 2025. — Т. 1. — 335 с.(укр.)
- Академик С. Н. Бернштейн и его работы по конструктивной теории функций. Харків, 1955;
- Лекции по вариационному исчислению. Москва, 1955;
- Обобщение неравенства С. Н. Берштейна для производных от целых функций // Исследования по современным проблемам теории функций комплексного переменного. Москва, 1960 (співавтор);
- Классическая проблема моментов. Москва, 1961;
- Вклад С. Н. Бернштейна в теорию дифференциальных уравнений с частными производными // УМН. 1961. № 2 (співавтор);
- Континуальный аналог некоторых теорем о теплицевых матрицах // УМЖ. 1964. № 4;
- Математическая физика, функциональный анализ: Сборник статей Харьков, 1969;
- Математика и механика: Сборник статей Харьков, 1971;
- Математика: Сборник статей Харьков, 1973;
- Вариационное исчисление. Харьков, 1981;
- Лекции об интегральных преобразованиях. Харьков, 1984; Математика XIX века. Москва, 1987 (співавтор).